# Clypeomorus
Clypeomorus is een geslacht van slakken uit de familie van de Cerithiidae. De wetenschappelijke naam van het geslacht is voor het eerst geldig gepubliceerd in 1920 door Cossmann.

## Soorten
De volgende soorten zijn bij het geslacht ingedeeld:
- Clypeomorus admirabilis Houbrick, 1985
- Clypeomorus adunca (Gould, 1849)
- † Clypeomorus alasaensis Wissema, 1947
- Clypeomorus batillariaeformis Habe & Kosuge, 1966
- Clypeomorus bifasciata (G. B. Sowerby II, 1855)
- Clypeomorus brevis (Quoy & Gaimard, 1834)
- Clypeomorus inflata (Quoy & Gaimard, 1834)
- Clypeomorus irrorata (Gould, 1849)
- Clypeomorus nympha Houbrick, 1985
- Clypeomorus pellucida (Hombron & Jacquinot, 1848)
- Clypeomorus petrosa (Wood, 1828)
- Clypeomorus purpurastoma Houbrick, 1985
- Clypeomorus subbrevicula (Oostingh, 1925)
- † Clypeomorus tjilonganensis (K. Martin, 1899)
- † Clypeomorus verbeekii (Woodward, 1880)

### Synoniemen
- Clypeomorus chemnitziana (Pilsbry, 1901) => Clypeomorus petrosa chemnitziana (Pilsbry, 1901)
- Clypeomorus gennesi (Fischer & Vignal, 1901) => Clypeomorus petrosa gennesi (Fischer & Vignal, 1901) => Clypeomorus petrosa isselii (Pagenstecher, 1877)
- Clypeomorus moniliferus (Kiener, 1841) => Clypeomorus batillariaeformis Habe & Kosuge, 1966
- Clypeomorus traillii (G. B. Sowerby II, 1855) => Cerithium traillii G. B. Sowerby II, 1855
- Clypeomorus tuberculatus (Linnaeus, 1767) => Cerithium tuberculatum (Linnaeus, 1767)
- Clypeomorus zonatus (Wood, 1828) => Cerithium zonatum (W. Wood, 1828)